# Pomacentrus xanthosternus
Pomacentrus xanthosternus är en fiskart som beskrevs av Allen, 1991. Pomacentrus xanthosternus ingår i släktet Pomacentrus och familjen Pomacentridae. Inga underarter finns listade i Catalogue of Life.